# Smrt in pogreb Josipa Broza - Tita

Pogreb Josipa Broza Tita, jugoslovanskega maršala in predsednika SFRJ, je bil 8. maja 1980, štiri dni po njegovi smrti 4. maja. Njegov pogreb je pritegnil številne svetovne politike. Glede na število prisotnih politikov in državljanov velja njegov pogreb za enega največjih pogrebov v zgodovini, saj se ga je udeležilo 209 delegacij iz 127 držav, štirje kralji, pet princev, šest predsednikov parlamenta, 31 predsednikov držav, 22 predsednikov vlad in 47 zunanjih ministrov.
Tito je zbolel pred novoletnimi prazniki leta 1979. Januarja 1980 je bil sprejet v ljubljanski klinični center, kjer so mu zaradi zamašitve arterije amputirali levo nogo. Umrl je 4. maja 1980 zaradi gangrene, le tri dni pred 88. rojstnim dnevom. Modri vlak je dan po smrti njegovo truplo v krsti odpeljal v jugoslovansko prestolnico Beograd (danes glavno mesto Srbije). Le-ta je do pogreba ležala v stavbi zveznega parlamenta (takrat beograjski skupščini), kamor so se zgrinjale kolone užaloščenih ljudi.  

## Bolezen in smrt
Do leta 1979 se je Titovo zdravje močno poslabšalo zaradi sladkorne bolezni, predvsem pa zaradi zamašitja žil na njegovi levi nogi. K poslabšanju zdravja sta prispevala še močno kajenje in pitje alkohola.   
Prve težave s prekrvavitvijo v levi nogi so se pojavile v drugi polovici decembra 1979. Tito je kljub temu zavrnil kakršne koli zdravniške posege pred božičnimi prazniki. Po novoletnem kosilu 1980 se je opazilo, da ima resne težave pri hoji, zato je bilo dogovorjeno, da se začne takojšnje zdravljenje. 3. januarja 1980 so ga sprejeli v Univerzitetni klinični center v Ljubljani na preiskave krvnih žil na njegovi levi nogi. Dva dni pozneje so ga po angiografiji poslali v rezidenco na grad Brdo pri Kranju s priporočilom za nadaljnjo intenzivno zdravljenje. Angiografija je pokazala, da sta bili površinska stegnenična žila in žila Ahilove tetive na Titovi levi nogi zamašeni. Potem, ko se je Tito 10. januarja vrnil nazaj v ljubljanski klinični center, je zdravniški svet sestavil skupino osmih zdravnikov, med katerimi sta bila tudi slavni ameriški zdravnik in kirurg Michael DeBakey ter sovjetski zdravnik Marat Knjazev.
DeBakey in Knjazev sta privolila na obvod zamašene žile. Prvo operacijo so opravili zvečer 12. januarja. Sprva se je zdelo, da je bila operacija uspešna, vendar je bilo v nadaljnjih urah ugotovljeno, da ni bila. Zaradi hude poškodbe žil, ki je povzročila prekinitev krvnega pretoka in pospešeno devitalizacijo tkiva na levi nogi, so morali 20. januarja Titu amputirati njegovo levo nogo, da bi s tem preprečili širjenje gangrene. 
Operaciji se je Tito sprva upiral. Njegov ađutant je pozneje povedal, da je s svojo pištolo grozil, da se bo ubil, če mu bodo amputirali nogo, zato mu je pištolo moral skriti. Po srečanju s sinovoma Žarkom in Mišom je vendarle privolil v amputacijo. Po drugi operaciji se je Titovo zdravstveno stanje začasno izboljšalo in začel je z rehabilitacijo. 28. januarja so ga z oddelka za kardiovaskularno kirurgijo premestili na oddelek za kardiologijo. V prvih dneh februarja 1980 se mu je zdravstveno stanje dovolj izboljšalo, da je lahko opravljal nekatere svoje redne predsedniške naloge.  
Konec februarja 1980 se mu je zdravje poslabšalo, zato je bil znova sprejet v ljubljanski klinični center. Zdravniki so ugotovili poslabšano stanje ledvic, prebavne motnje ter odkrili, da se je okužba, ki jo je povzročila gangrena, razširila in dosegla organe v trebuhu. Naslednji dan so odkrili srčno popuščanje. Potem, ko so mu sredi marca ponoči odpovedala ledvica, so se bili zdravniki prisiljeni zateči k nujni hemodializi. Že v začetku marca je zbolel tudi za pljučnico. Visoka temperatura in krvavitev v želodcu, črevesju in pljučih, ki se je pojavila zaradi gangrene, je povzročila sepso, ki se je konec marca okrepila. Sredi aprila 1980 je Tito doživel še možgansko kap, zaradi poškodbe jeter in poznejše zlatenice je konec meseca doživel šok in padel v komo. Zdravniki so ga komaj ohranjali pri življenju. 4. maja zgodaj zjutraj so zabeležili izrazito srčno-žilno odpoved in šibko delovanje srca. Zdravniki so povedali, da so bili zapleti ob Titovi bolezni takšni, kot jih ni bilo še pri nobenem drugem bolniku.  
4. maja 1980 je 87-letni Josip Broz Tito zaradi gangrene ob 15:05 umrl na oddelku za kardiovaskularno kirurgijo Univerzitetnega kliničnega centra v Ljubljani, le tri dni pred svojim 88. rojstnim dnevom. Umrl je v sedmem nadstropju, v najmanjši sobi jugovzhodnega dela bolnišnice, ki jo danes zdravniki uporabljajo za kardiovaskularno operacijo.
 

## Pogreb
Ko je v začetku januarja 1980 postalo jasno, da je Titovo življenje v smrtni nevarnosti, je jugoslovansko politično vodstvo v največji tajnosti začelo priprave na njegov pogreb. Titova želja je bila, da bi ga pokopali v Hiši cvetja na Dedinju.
5. maja je legendarni Modri vlak zaradi slabega stanja Titovega trupla iz Ljubljane v Beograd peljal le prazno zaprto krsto. Pravo Titovo truplo so v Beograd prepeljali z vojaškim helikopterjem. 
Titov pogreb je potekal 8. maja 1980 pred kamerami in dostojanstveniki s celega sveta ter velja za enega največjih pogrebov v zgodovini človeštva. Njegovo krsto so položili v globok grob, še isto noč so jo prekrili s cementom in 9-tonskim sarkofagom. Obstajala je bojazen, da bi kdo ukradel truplo, tako kot nedavno tisto od Charlia Chaplina.  
Hiša cvetja je skupaj z Muzejem Jugoslavije postala turistična destinacija in znamenitost Beograda, ki ju je obiskalo milijone ljudi.

### Državne delegacije
- Sultan Ali Keshtmand
- Chadli Bendjedid, Rabah Bitat
- Ambrósio Lukoki
- Alberto Rodríguez Varela
- Rudolf Kirchschläger, Bruno Kreisky
- Ziaur Rahman
- Baudouin of Belgium
- Todor Živkov
- Edward Schreyer
- Hua Guofeng, Ji Pengfei
- Isidoro Malmierca Peoli, Carlos Rafael Rodríguez
- Spyros Kyprianou
- Gustáv Husák
- Henrik Danski
- sin in hči Gamala Abdela Nasserja
- Mengistu Haile Mariam
- Urho Kekkonen
- Raymond Barre, Jean François-Poncet
- Karl Carstens, Helmut Schmidt, Hans-Dietrich Genscher
- Erich Honecker
- Ahmed Sékou Touré
- Luís Cabral
- János Kádár
- Indira Gandhi
- Sandro Pertini, Francesco Cossiga
- Sadam Husein
- Masayoshi Ōhira
- Husein Jordanski
- Moussa Traoré
- Bernhard van Lippe-Biesterfeld, Claus van Amsberg
- Kim Il-sung
- Janez Luksmeburški
- Birendra Nepalski
- Olaf. V. Norveški
- Muhammad Zia-ul-Haq
- Wojciech Jaruzelski, Edward Gierek
- António Ramalho Eanes, Francisco de Sá Carneiro
- Nicolae Ceaușescu
- Hafez al-Assad
- Adolfo Suárez
- Karel XVI. Gustav Švedski
- Julius Nyerere
- Süleyman Demirel
- Margaret Thatcher, Princ Filip, vojvoda Edinburški, Peter Carington, 6th Baron Carrington, Sir Fitzroy Maclean, 1st Baronet, William Deakin
- Walter Mondale, Lillian Gordy Carter, W. Averell Harriman, G. William Miller
- Leonid Iljič Brežnjev, Andrej Gromiko
- Achille Silvestrini
- Kenneth Kaunda
- Robert Mugabe

### Delegacije strank in organizacij
- Kurt Waldheim
- Willy Brandt
- Amadou-Mahtar M'Bow
- Wilhelm Haferkamp
- Carlos Altamirano, Clodomiro Almeyda
- François Mitterrand, Lionel Jospin
- Andreas Papandreou
- Bettino Craxi, Enrico Berlinguer, Enzo Bettiza, Giancarlo Pajetta, Paolo Bufalini
- Walid Jumblatt
- Predloga:Podatki države Palestine Jaser Arafat
- Mário Soares, Álvaro Cunhal
- Predloga:Podatki države Sahrawi Arab Democratic Republic Mohamed Abdelaziz
- Felipe González
- Bülent Ecevit
- Sirimavo Bandaranaike
- James Callaghan